# Ignatius Eschmann
Ignatius Eschmann, gebürtig Karl Theodor Eschmann (* 13. November 1898 in Düsseldorf; † 11. April 1968 in Toronto) war ein deutsch-kanadischer Dominikanerpater, Philosoph und Theologe.

## Leben
Eschmann war ein Sohn des Eisenbahnbeamten Karl Eschmann († 1952) und seiner Ehefrau Anna, geb. Buschmann († 1939). Er hatte einen Bruder, den Musiker Hans Eschmann.
Nach dem Abitur, das er im Sommer 1916 am Königlich Preußischen Hohenzollern-Gymnasium in Düsseldorf bestand, nahm Eschmann am Ersten Weltkrieg teil, in dem er bis zum Ende als Maschinengewehrschütze zum Einsatz kam. Im Schützengraben las er die Bekenntnisse des heiligen Augustinus.
Nach seiner Entlassung aus der Armee trat Eschmann ins Noviziat bei den Dominikanern ein. Am 19. Mai 1920 nahm er den Vornamen Ignatius als seinen Ordensnamen an. Ende desselben Jahres ging Eschmann an die päpstliche Universität St. Thomas von Aquin in Rom, um seine philosophischen und theologischen Studien aufzunehmen. Er schloss diese mit dem Erhalt eines kirchlichen Doktorates ab. Am 12. Juli 1925 wurde er zum Priester geweiht. 1928 erhielt Eschmann die kirchliche Lehrbefugnis und begann etwas später Moralphilosophie an der Universität St. Thomas von Aquin zu unterrichten. Er setzte seine Lehrtätigkeit bis 1936 fort.
1936 kehrte Eschmann nach Deutschland zurück, wo er in Kontakt mit Widerstandsgruppen gegen das NS-Regime im Rheinland kam: Im März 1937 verkündete er als Kölner Kanzelprediger den Inhalt der päpstlichen Enzyklika Mit brennender Sorge. Als 1937 ein Propagandafeldzug der NSDAP gegen den katholischen Klerus wegen ihnen unterstellter Sittlichkeitsvergehen begann, der seinen Höhepunkt in einer Rede Joseph Goebbels’ im Berliner Sportpalast am 28. Mai 1937 fand, beriet Eschmann sich mit dem ihm befreundeten Rechtsanwalt und früheren Reichstagsabgeordneten Edmund Forschbach, wie man diesem Treiben entgegentreten könnte. Forschbach, der zum geheimen Widerstand gegen das NS-Regime im Rheinland gehörte, überzeugte Eschmann, dass für ihn die einzige Möglichkeit zum effektiven Gegenwirken öffentliche Predigten wären: Gemeinsam mit Forschbach legte er daraufhin den Inhalt von regimekritischen Predigten fest, in denen er den Vorwürfen der NS-Propaganda entgegentreten wollte. Außerdem versorgte Forschbach Eschmann mit Material für die juristische Beleuchtung der inszenierten Strafverfahren gegen die Geistlichen.
Die anschließend von Eschmann in der Dominikanerkirche in Köln in den Sonntagsmessen gehaltenen Predigten fanden starken Widerhall. Bereits bei der zweiten Predigt wurde bemerkt, dass diese von einem Mann mitgeschrieben wurde. Nach der dritten Predigt wurde Eschmann am 2. Juli 1937 im Dominikanerkloster in Köln verhaftet. Am selben Tag wurde in Berlin der Pastor Martin Niemöller in Gewahrsam genommen. Eschmann blieb bis zum Herbst 1938 in Haft im Kölner Gefängnis Klingelpütz. Seine Verteidigung übernahm Forschbach, der, um Eschmanns Freilassung zu erreichen, unter anderem im Oktober 1937 mit Werner Best, dem stellvertretenden Leiter des Geheimen Staatspolizeiamtes in Berlin, verhandelte, ein Gespräch, das der gemeinsame Freund Erich Müller ihm vermittelt hatte.
1939 ging Eschmann als Emigrant nach Kanada. Während des Zweiten Weltkriegs befand er sich, da noch immer deutscher Staatsangehöriger, als Enemy Alien dort unter ständiger Überwachung durch die kanadische Polizei. 1939 begann er eine Lehrtätigkeit an der Laval University in Quebec, die jedoch infolge einer Auseinandersetzung mit Kardinal Villeneuve und Charles de Koninck schon im Folgejahr endete. Außerdem arbeitete er in Ottawa mit kanadischen Dominikanern an der kritischen Neuausgabe der Editio Piana der Summa theologica des Thomas von Aquin mit (1941).
1942 wurde Eschmann Mitarbeiter der philosophischen Fakultät des University of St. Michael’s College und des kirchlichen Instituts für Mittelalterliche Studien (Pontifical institute of Mediaeval Studies) in Toronto. Bis zu seinem Lebensende vermittelte er an der letzteren Institution Studenten im Aufbaustudium (graduate students) Kenntnisse der Werke und Gedanken des Thomas von Aquin und die Fähigkeit, das Studium der Moralphilosophie auf eine kritische und geschichtsbewusste Weise zu betreiben. Im Dezember 1945 wurde er in Kanada eingebürgert.
Nach seinem Tod im Wellesley Hospital, Toronto, wurde Eschmann auf dem Holy-Cross-Friedhof in Toronto beigesetzt.

## Schriften
- I.T. Eschmann: The Ethics of Saint Thomas Aquinas. Two Courses, herausgegeben von E.A. Synan, Toronto 1997.